# Horsfieldia coriacea
Espèce
Statut de conservation UICN

 NT  : Quasi menacé
Horsfieldia coriacea est une espèce de plantes de la famille des Myristicacées.